# Rudolf Geigy

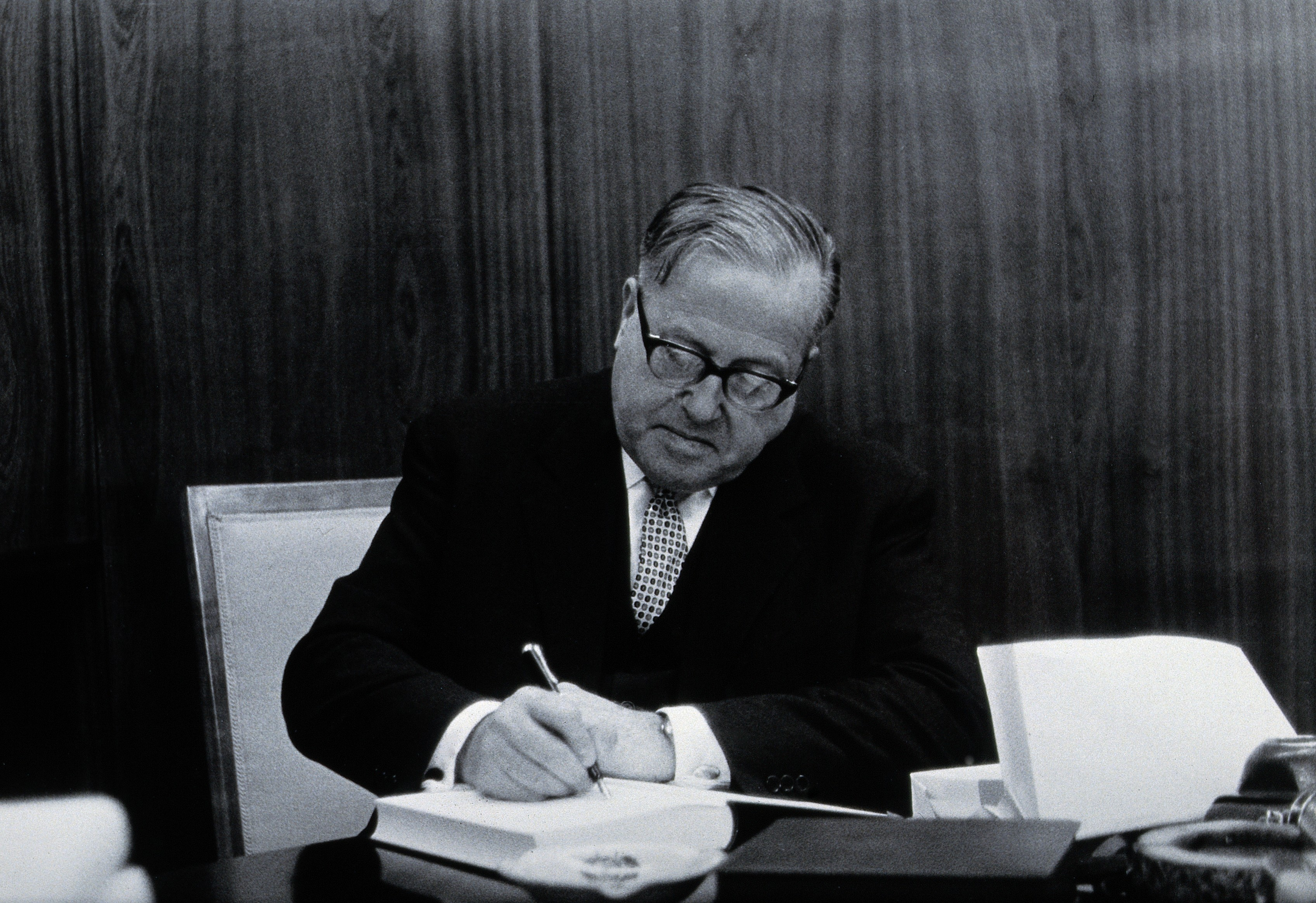
Rudolf Geigy

Johann Rudolf Geigy (* 20. Dezember 1902 in Basel; † 8. März 1995 in Riehen) war ein Schweizer Zoologe und Gründer des Schweizerischen Tropeninstituts.

## Leben
Rudolf Geigy wurde als jüngstes von drei Kindern des Fabrikanten Johann Rudolf Geigy (1862–1943) und der Helene, geborene Schlumberger, geboren. Seine Schwestern waren Louise und Elisabeth Geigy. Rudolf Geigy studierte zunächst in Basel das Fach Zoologie, später in Genf, wo er 1930 promovierte. 1938 wurde er ausserordentlicher Professor für Experimentelle Embryologie und Genetik der Universität Basel. Geigy gründete 1943 das Schweizerische Tropeninstitut. Er blieb jahrzehntelang, bis 1972, dessen Vorsteher. 1953 wurde er ordentlicher Professor für Zoologie, 1965 schliesslich für medizinische Zoologie. Er wurde 1962 Rektor der Universität Basel.
Geigy gilt als Pionier der Entwicklungsphysiologie und begründete an seiner Hochschule die experimentelle Zoologie. Er unternahm mehrere Forschungsreisen nach Afrika. Ifakara in Tansania bereiste er 1949 auf Einladung des Kapuziners Edgar Aristide Maranta erstmals. Er kehrte mehrmals zurück und gründete dort schliesslich 1957 das Swiss Tropical Institute Field Laboratory (STIFL), das sich der Erforschung von Tropenkrankheiten wie Malaria, Schlafkrankheit und der Flussblindheit widmet. Später wurde auch noch ein Forschungsinstitut in der Elfenbeinküste gegründet.
Die Medizinische Fakultät der Universität Zürich ehrte ihn 1973 mit einem Ehrendoktorat. Geigy gründete 1969 die nach ihm benannte Rudolf Geigy-Stiftung (heute R. Geigy-Stiftung), die die Aufgabe hat, das Schweizerische Tropeninstitut in Forschungs- und Lehrprojekten zu unterstützen. Die Stiftung verleiht seit 2000 alle zwei Jahre den R. Geigy-Förderpreis.
Rudolf Geigy war dreimal verheiratet. Nach dem Tod seiner zweiten Ehefrau, mit der er drei Töchter und einen Sohn hatte, 1972, heiratete er Charlotte Hunziker (1923–1995). Beide begingen aufgrund gesundheitlicher Probleme am 8. März 1995 mit Hilfe der Sterbehilfeorganisation Exit Suizid, was zu einer in der Schweiz öffentlichen Diskussion führte.

## Schriften
- Rudolf Geigy, Adelheid Herbig: Erreger und Überträger tropischer Krankheiten. Verlag für Recht und Gesellschaft, Basel 1955.